# Володькино (озеро, Свердловская область)
Володькино — озеро в Серовском городском округе Свердловской области. Находится в северной части болота Аничкино между рекой Тальма и её притоком Синдейкой, в 13 км южнее озера Нижнетальминское. Площадь 1,1 км², уровень уреза воды 73,2 м. Видимого стока не имеет. Труднодоступно, берега местами покрыты лесом, преимущественно заболочены.

## Данные водного реестра
По данным государственного водного реестра России, озеро (учтено как озеро без названия) относится к Иртышскому бассейновому округу, речному бассейну Иртыша, речному подбассейну Тобола. Водохозяйственный участок реки — Пышма от Белоярского гидроузла и до устья, без реки Рефт от истока до Рефтинского гидроузла.
Код объекта в государственном водном реестре — 14010502511111200012039.